# Linares del Arroyo
Linares del Arroyo era una antigua localidad y municipio de la provincia de Segovia que desapareció anegado por el embalse de Linares, en el río Riaza, inaugurado en 1951, su término pertenece hoy a Maderuelo sito a 5 km al NNO. 

## Geografía
Linares del Arroyo lindaba al noroeste con Montejo de la Vega de la Serrezuela y el resto con Maderuelo. Tras la desaparición, el término municipal fue repartido entre ambas localidades.
En las proximidades de Linares del Arroyo, si bien no en su término, se construyó el apeadero de la línea de ferrocarril Madrid-Burgos, denominado Maderuelo-Linares, desde 2011 cerrado al tráfico, como este tramo de la línea.

## Historia

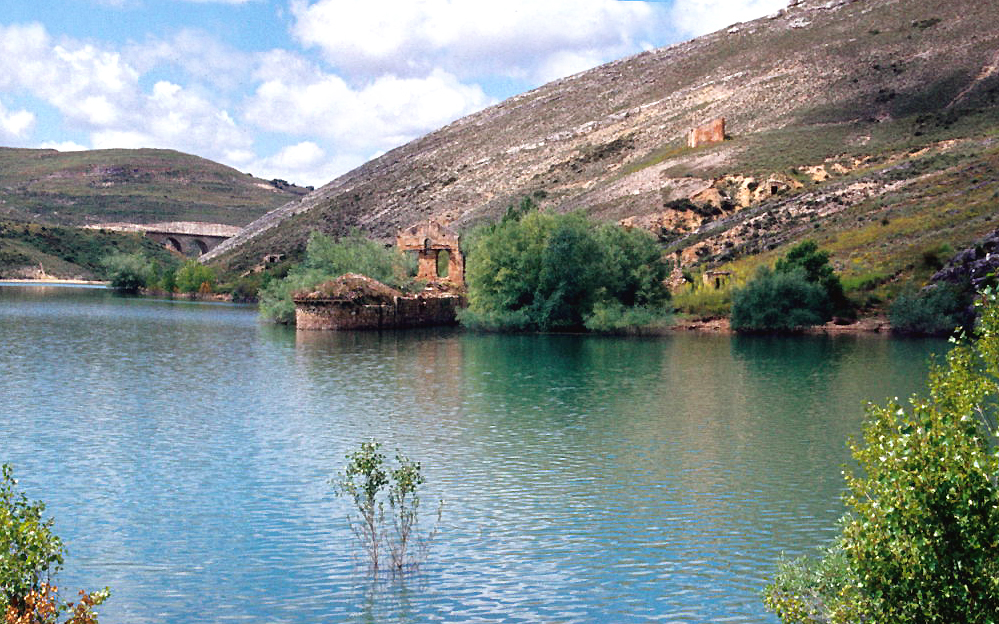
Iglesia parroquial de San Juan Bautista parcialmente sumergida en el embalse (1977)

Parece que su nombre original era Linar del Conde, ya que es mencionado así en el Fuero Latino de Sepúlveda, de 1076, y por las indicaciones del Fuero Romanceado parece que se trata de Linares del Arroyo. En 1247 ya se cita simplemente como Linares y quedó integrado en la Comunidad de Villa y Tierra de Maderuelo.
Aunque era una aldea de tamaño mediano, pronto perdió importancia, pues durante los siglos XVI al XVIII no llegaba a más de 12 vecinos, oscilando en el siglo XIX  entre los 46 vecinos de 1828 y los 26 de 1847. Parece que el añadido “del Arroyo” es muy reciente, posiblemente de inicios del siglo XX. [cita requerida]
"Del conde"  parece proceder de su repoblación a manos de un conde, posiblemente el propio Fernán González o alguno de sus directos descendientes.[cita requerida]
Estaba integrado en la Comunidad de Villa y Tierra de Maderuelo. Pascual Madoz describía así Linares del Arroyo en su Diccionario geográfico-estadístico-histórico de España y sus posesiones de ultramar de 1847:

LINARES: localidad  con ayuntamiento de la provincia y diócesis de Segovia (15 leguas), partido judicial de de Riaza (5), audiencia territorial y capitanía general de Madrid (22): situado entre varias cuestas y en un pequeño valle; le combaten con más frecuencia los vientos del N.,y su clima es propenso á tercianas y a alguna fiebre pútrida; tiene de 33 á. 35 casas de pobre construcción; casa de ayuntamiento en la que está la cárcel, escuela de instrucción primaria común á ambos sexos, á cargo de un maestro cuya dotación es convencional con los padres de los niños que á ella concurren; y una iglesia parroquial (San Juan Bautista) servida por un párroco, cuyo curato es de entrada y de provisión real y ordinaria; se surten de aguas potables de varias fuentes que hay esparcidas por el término, encontrándose inmediato á la población una de agua abundante y mineral; el cementerio está en parage que no ofende la salud pública; confina el término N. y E. comunes de tierra de Montejo, y S. y O. Maderuelo y sus comunes; se estiende 3/4 leg. por N. y E., y 1/4 por S. y O., comprende un despoblado titulado Valdeconejos, y algún viñedo, y á la distancia de 1/2 de hora está rodeado de montes poblados de chaparral y enebro; le atraviesa un riachuelo que pasando por el término de Maderuelo, Montejo y Milagros, desemboca en el Duero; el terreno es de mediana calidad; caminos, los que dirigen á los pueblos limítrofes en regular estado; el correo se recibe de la administración de Aranda. productos: trigo, cebada, centeno, avena, algo de vino, yeros, patatas y otras legumbres; mantiene ganado lanar y vacuno; cria abundante caza de liebres y perdices; y pesca de barbos y truchas; industria y comercio: la agrícola, un molino harinero y la esportacion de los productos sobrantes; población: 26 vecinos, 96 almas, capital imponible: 14,572 reales; contribución: según el cálculo general y oficial de la provincia 20'72 por 100; el presupuesto municipal asciende á 400 reales, que se cubre con el producto de propios y reparto vecinal.

Hasta la reforma de la nomenclatura municipal de 1916 el municipio se llamaba simplemente Linares. En dicha fecha su nombre fue modificado por el de Linares del Arroyo.
La construcción del embalse, en la que participaron presos republicanos, supuso el traslado de la población al cercano término municipal de La Vid en la provincia de Burgos, donde el Instituto Nacional de Colonización gestionó la adquisición por expropiación de la finca de “La Vid y Guma”  y construyó 56 viviendas de diferentes tipologías para los colonos procedentes de Linares. En 1954 el Gobierno dictó un Decreto por el que se establecía la constitución del poblado como entidad local menor perteneciente al municipio de La Vid y Barrios, con la denominación de Linares de la Vid.

## Geografía humana

### Demografía
| Gráfica de evolución demográfica de Linares del Arroyo entre 1842 y 1950 |
| |
| Población de derecho según los censos de población del INE Población de hecho según los censos de población del INEEn estos censos se denominaba Linares: 1842, 1857, 1860, 1877, 1887, 1897, 1900 y 1910 Entre el censo de 1960 y el anterior, este municipio desaparece porque se integra por partes en los municipios 40115 (Maderuelo) y en 40130 (Montejo de la Vega de Serrezuela) |

## Personajes ilustres
- Tomás Pascual Sanz,[nota 1] fundador y presidente del grupo Leche Pascual.[13]
- Montserrat Iglesias, madrileña de padre natural de Linares del Arroyo. Autora de La marca del agua.